# Gheizerul Steamboat
Gheizerul Steamboat este un gheizer situat în Parcul Național Yellowstone din Bazinul Norris Geyser, Statele Unite.

## Descriere
Steamboat este gheizerul activ cu cea mai înaltă erupție din prezent. În timpul erupțiilor majore, apa poate fi aruncată mai mult de 90 m în aer. Erupțiile majore ale lui Steamboat pot dura de la 3 la 40 de minute, și sunt urmate de jeturi puternice de abur. Steamboat nu erupe pe un calendar previzibil, el erupe la intervale înregistrate între erupțiile majore variind de la patru zile la cincizeci de ani. Gheizerul a fost latent între 1911-1961. Erupțiile minore, de 3–5 m, sunt mult mai frecvente. După o erupție, prin orificiile gheizerului ies mari cantități de abur (timp de până la 48 de ore). Steamboat are două fante aflate la aproximativ cinci metri una de cealaltă: una la nord și alta la sud.
Gheizerul este situat la 2.303 m deasupra nivelului mării.

## Erupții majore
Până la 23 mai 2005, ultimele opt erupții ale Gheizerului Steamboat au avut loc pe:
- 12 octombrie 1991
- 2 mai 2000
- 26 aprilie 2002
- 13 septembrie 2002
- 26 martie 2003
- 27 aprilie 2003
- 22 octombrie 2003
- 23 mai 2005

## Galerie

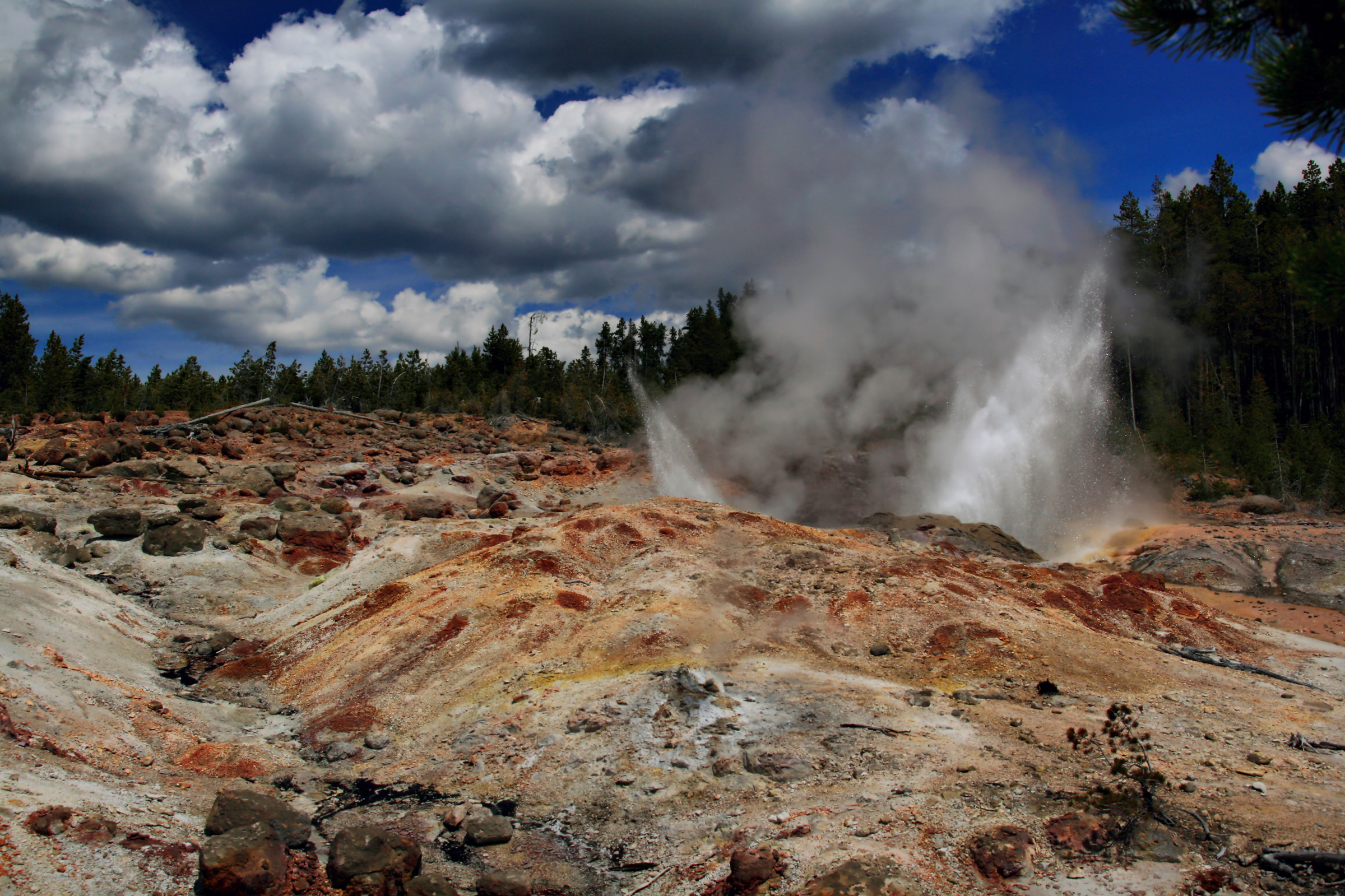
Erupție minoră
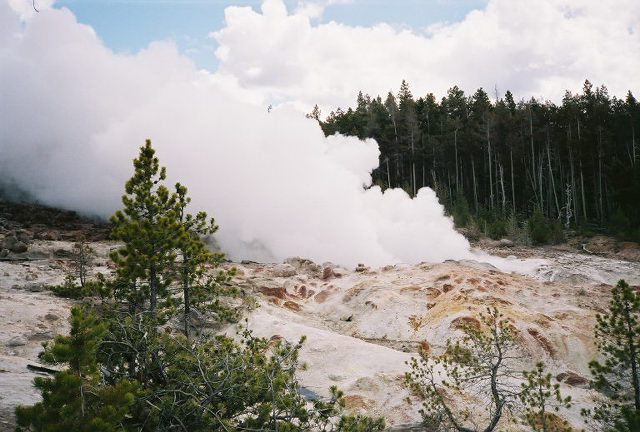
24 mai 2005
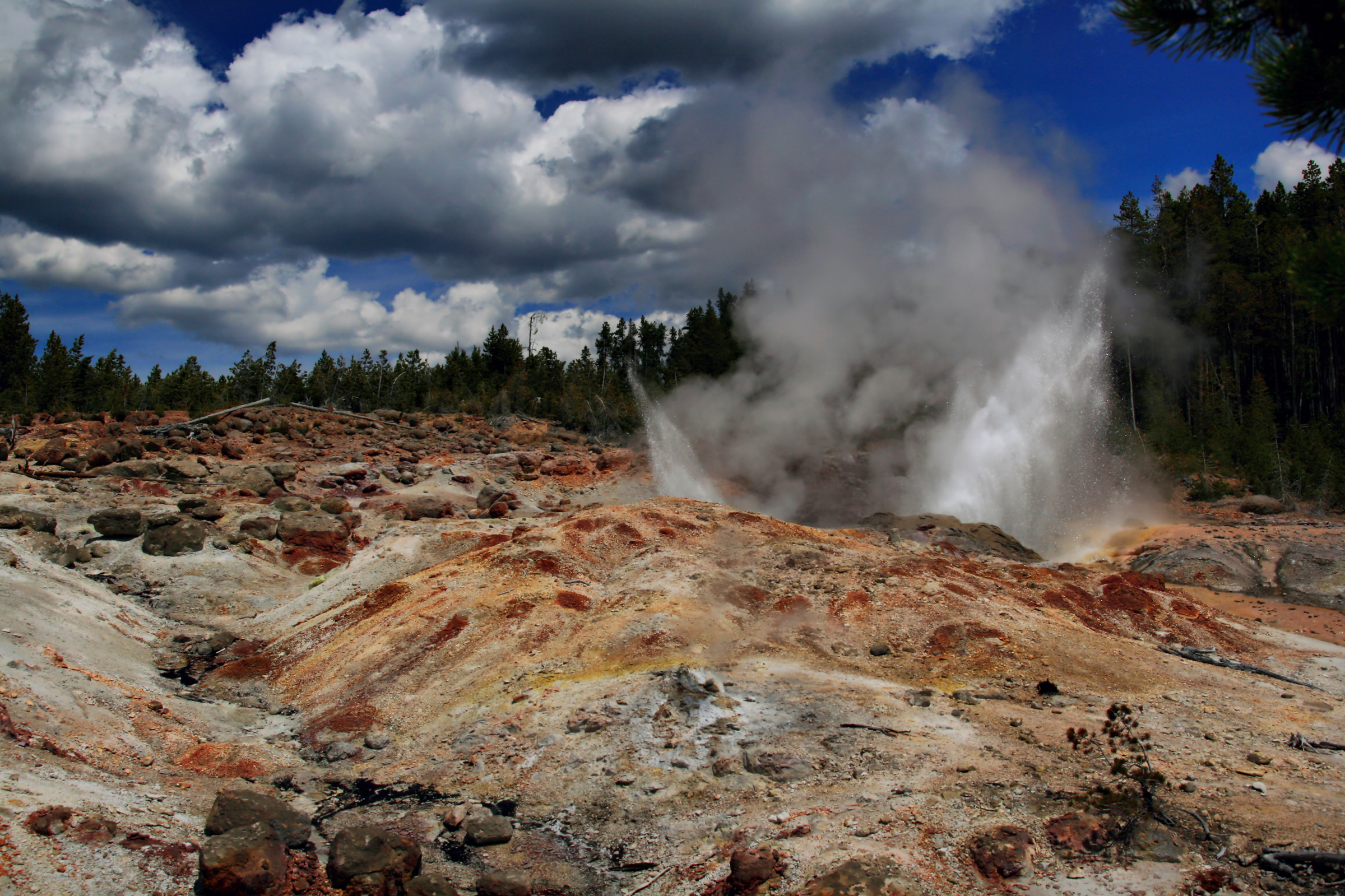
Steamboat Geyser
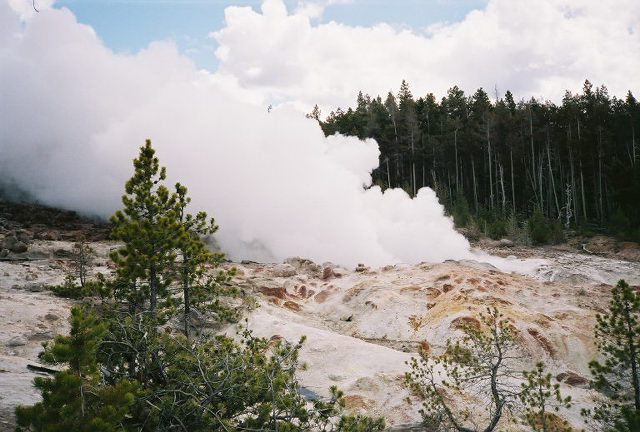
Steamboat Geyser